# 山縣友五郎
山縣 友五郎（やまがた ともごろう、1793年 - 1862年9月2日（文久2年8月9日））は、江戸時代後期の上野国碓氷郡上豊岡村出身の郷士。地元では豊岡だるまの製造を豊岡村で始めた人物として知られる。

## 生涯

### 誕生から武蔵国在住期
1793年（寛政5年）に高崎藩の領内であった上野国碓氷郡上豊岡村に生まれる。山縣家は古くは武田信玄の武将であった山県昌景の一門の末裔とされ、江戸時代には名主を務める家柄だった。代々の戒名に「軒」の文字が使われているのはその名残と伝えられる。
友五郎は若き日に人形職人を目指し、武蔵国の人形店に修行のため住み込みをしていた。その時期にだるま製造に必要な知識と技術を習得し、帰郷した。

### 豊岡だるまの製作
帰郷した友五郎は郷里の上豊岡村でだるまの製造と販売を始めたといわれる。おおよそ文化・文政年間に帰郷して豊岡でのだるま製造を始めたと考えられている。モチーフとなったのは疱瘡除けとして江戸で販売されていただるまであった。当時、江戸では流行り病として疱瘡が蔓延しており、その疱瘡除けとしてのお守りとして江戸ではだるまが売られていた。友五郎はそれを参考に豊岡の地で独自のだるまの製造を始めた。高崎談図抄の版画に高崎田町の六斎市でだるまを販売している図柄のものがあり、当時の様子を伝えている。
友五郎は生涯だるまを作り続け、1862年9月2日（文久2年8月9日）に69歳でその生涯を終えた。常安寺（現・高崎市豊岡町）にある山縣家の墓に葬られている。戒名は是法軒招庵常成居士。